# Grabovszki-ház (Miskolc)
A Grabovszki-ház Miskolcon, a Rákóczi Ferenc utca 14. szám alatt áll, de az egyetlen házszám alatt tulajdonképpen három, egy tömbbe, de külön épült ház szerepel.

## Története
Az épületegyüttes története három családhoz, a Grabovszky, a Kún és a Csáthy Szabó famíliához kapcsolódik. Legrégebben, a 18. század végén, a nyugati szakasz épült, a Szinva felőli, pontosabban a délkeleti, egyemeletes rész a 19. század elején készülhetett, majd az északkeleti, földszintes sarokrész 1884-ben épült ki. Az épületek építési üteménél figyelembe kell venni, hogy a terület, a mai Művészetek Háza előtti rész meglehetősen zsúfolt volt, a Szinva itteni szakaszán dolgozott az egykori Ispotály- vagy Vágómalom, amely csak 1879-ben szűnt meg, ráadásul egy mészárszék is működött a malom szomszédságában.
A ház első ismert tulajdonosa 1817-ben özvegy Grabovszki Györgyné volt. A Grabovszkiak görög származású kereskedők voltak, és több generáción keresztül voltak a város kereskedelmének és közéletének részesei. Az első Grabovszkit, Györgyöt az 1770. évi összeírás említi, 45 éves korában. Családjával (feleség és három fiú) érkezett Miskolcra. Számos névváltozata fordul elő (Grappokosz, Grabovánosz, Grappovánosz stb.), a Grabovszki névalak Miskolcon rögzült. 1823-ban a család egyik tagja magyar nemességet kapott, ettől kezdve y-nal írták nevüket. A 20. század elejére, főleg a Kuruc családdal kapcsolatban teljesen asszimilálódtak, ekkortól ilyen nevet nem lehet találni a helyi nyilvántartásokban.
A háznak 1861 után már Kun Tamás megyei főorvos volt a tulajdonosa, majd 1878 körül Csáthy Szabó István gyógyszerész vette meg, aki a miskolci villamosközlekedés megvalósításában is érdekelt volt. Ő építtette fel 1884-ben a ma már emeletes, eredetileg földszintes északkeleti traktust, majd átépíttette az északnyugati szakaszt is. Az épületekben rajta kívül Margit lánya és férje, (Kókai-)Kún Bertalan lakott. A következőkben az emeleti részt többször átépítették. A házat 1942-ben lánya, Kun Dezsőné és unokája, Nemerey Mártonné örökölte. 1952-ben az épületegyüttes állami tulajdonba, a Miskolci Ingatlankezelő Vállalat birtokába került.

## Leírása
Az épületegyüttes meglehetősen bonyolult tömegfelépítésű, és már a keleti homlokzaton szembetűnő építésük eltérő időpontja. A bejárat közös, és zárt udvarra vezet. Az épületek kívülről elhanyagoltak, felújításra szorulnak, de belül jó állapotban vannak. A legkorábbi építésű a 18. század végén keletkezett északnyugati traktus. A ház földszintes, L alakú, alápincézett. A homlokzata 1+2+1 tengelyes, a tengelyeket lizénák választják el. Az ablakok fölött megmaradtak a barokk jellegű díszítések. A nyugati oldalon valószínűleg utólag vágott, dísztelen ablakok vannak. A lakóhelyiségek teknőboltozatos, más helyiségek pedig csehsüvegboltozatos kialakításúak. A délkeleti épületrész nagy méretű, egyemeletes, alaprajza kissé torz U alakú. A keleti oldal emeletén négy, a földszinten két egyszerű ablakot alakítottak ki, amelyek sima, szögletes vakolatkeretekkel láttak el. Itt van az egyenes záródású közös kapubejáró is. A homlokzatot három lapos lizéna osztja két részre. A bal oldali sarkon lévő ajtót újabban nyitották. A déli homlokzaton a nyílászárókat 2+1+3+2+1 tengelyben helyezték el, a mai vakablakokat később alakították ki. Az emeleti és a földszinti ablaksort osztópárkány választja el, az emeleti ablakok fölött is egy lapos párkány látható, a fölötte lévő frízmező sima, dísztelen. A nyugati fal tagolatlan, gyakorlatilag tűzfal jellegű. Az északkeleti szárny a legújabb, a 19. század végére datálható, a helyén virágoskert volt. Eredetileg alápincézett földszintes háznak épült, az emeletet az 1860-as években húzták fel rá. A keleti oldal emeletén három, a földszinten két ablak helyezkedik el (egyik helyén lépcsővel ellátott bolti ajtót alakítottak ki), az emeleten három, tükrös kötényekkel díszítve. Az északi oldalon négy-négy ablak van. Az ablaksorok között mindkét oldalon díszes osztópárkány, az tető alatt koronázópárkány helyezkedik el.

## Képek

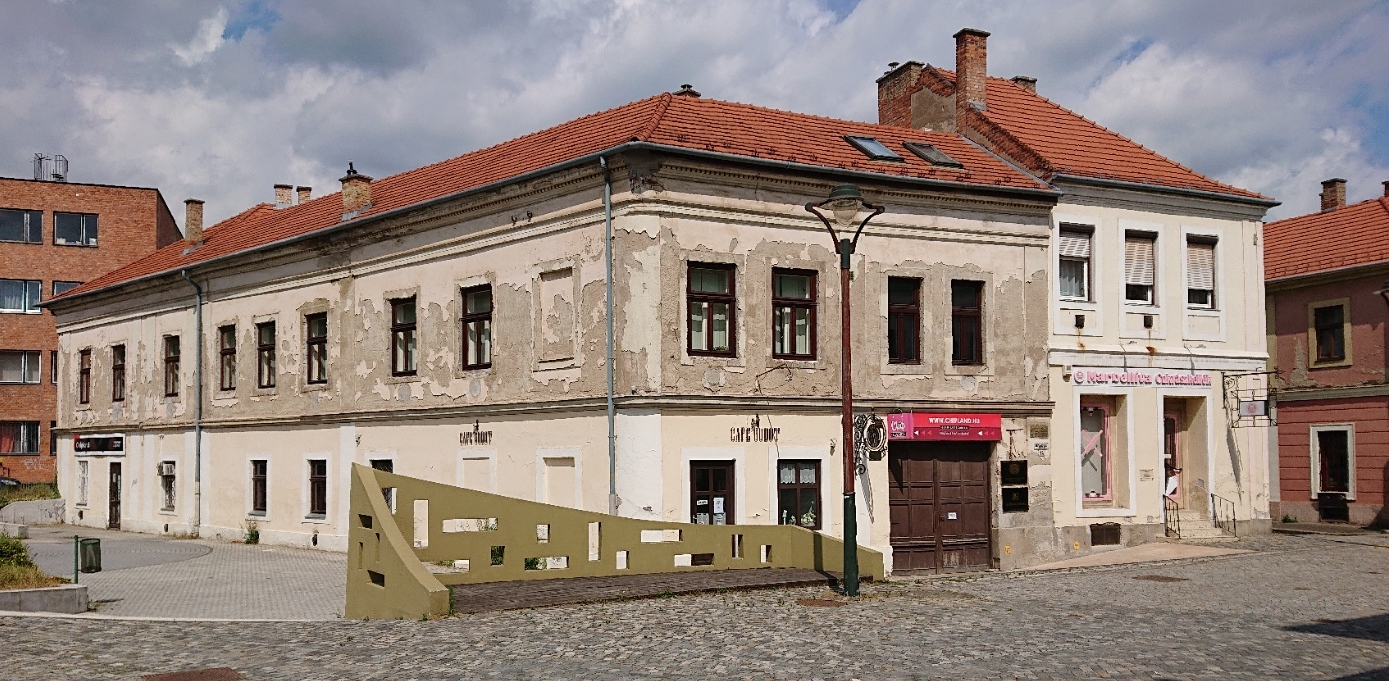
A ház délkeletről
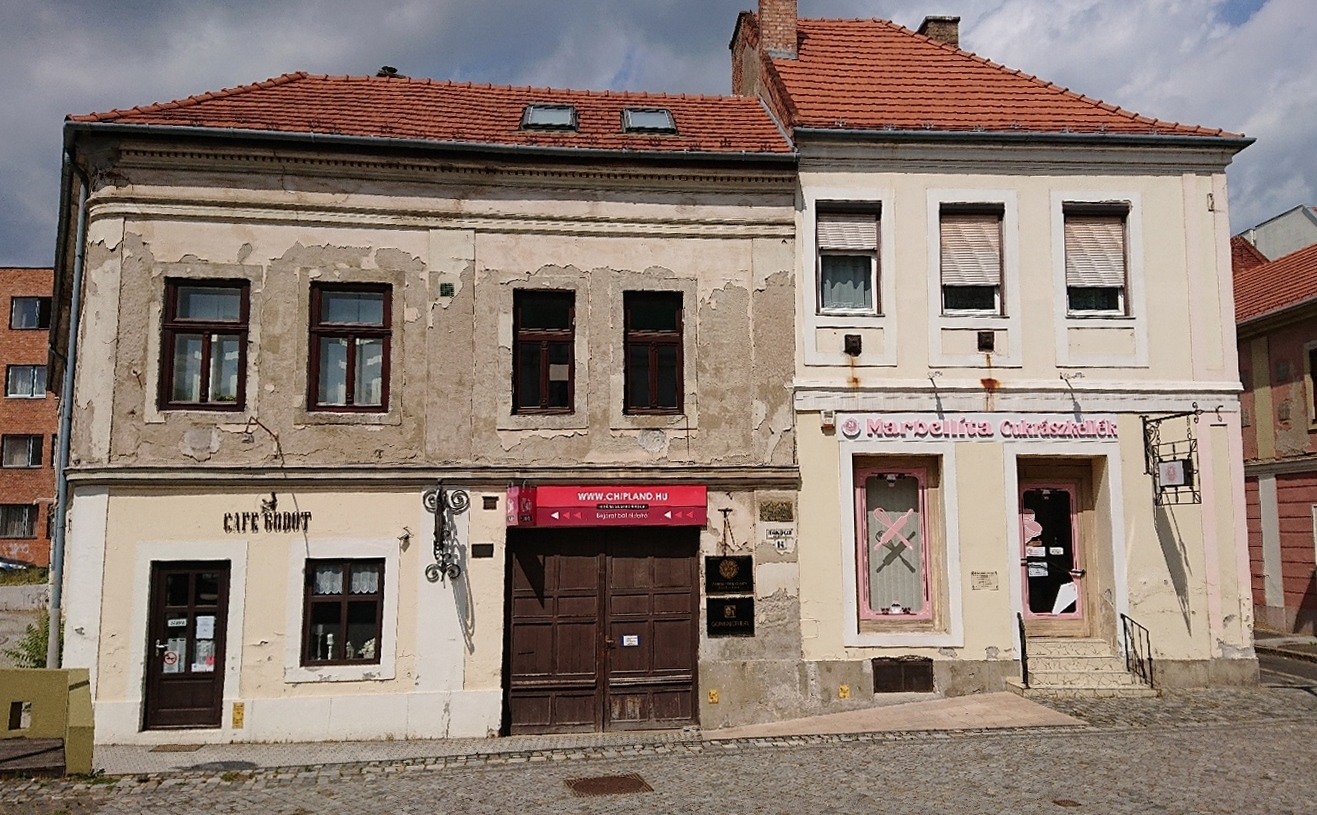
Keleti homlokzat
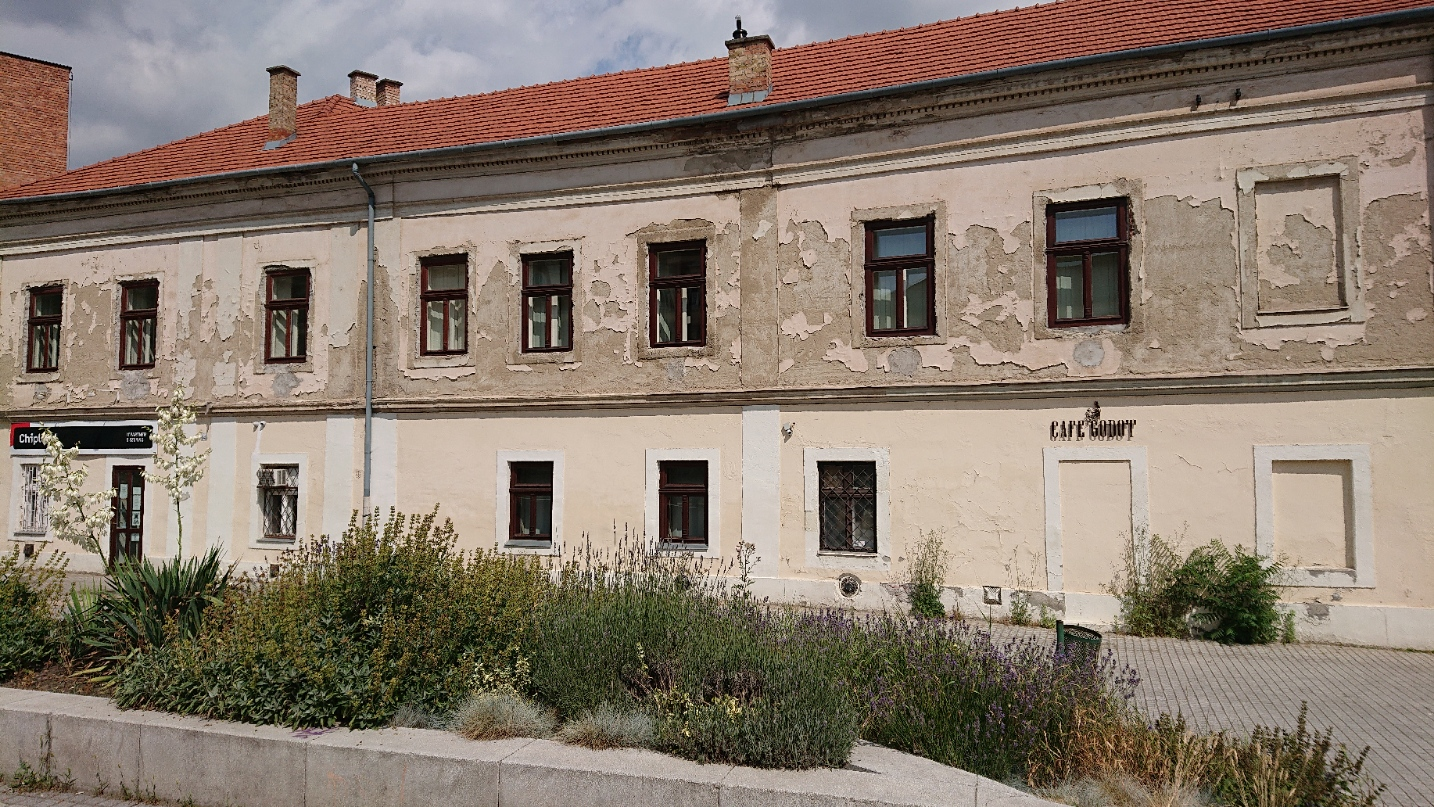
Déli szakasz
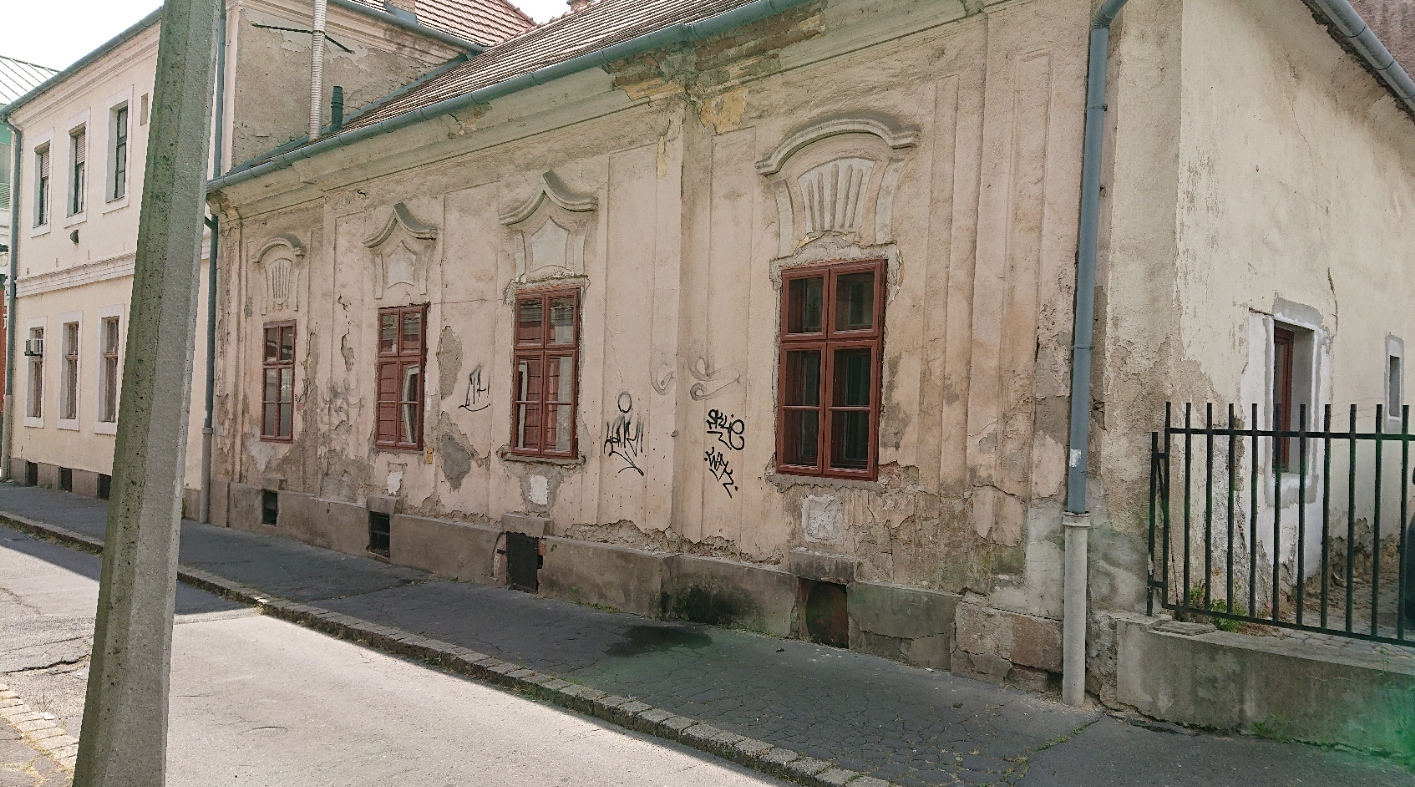
Északi oldal
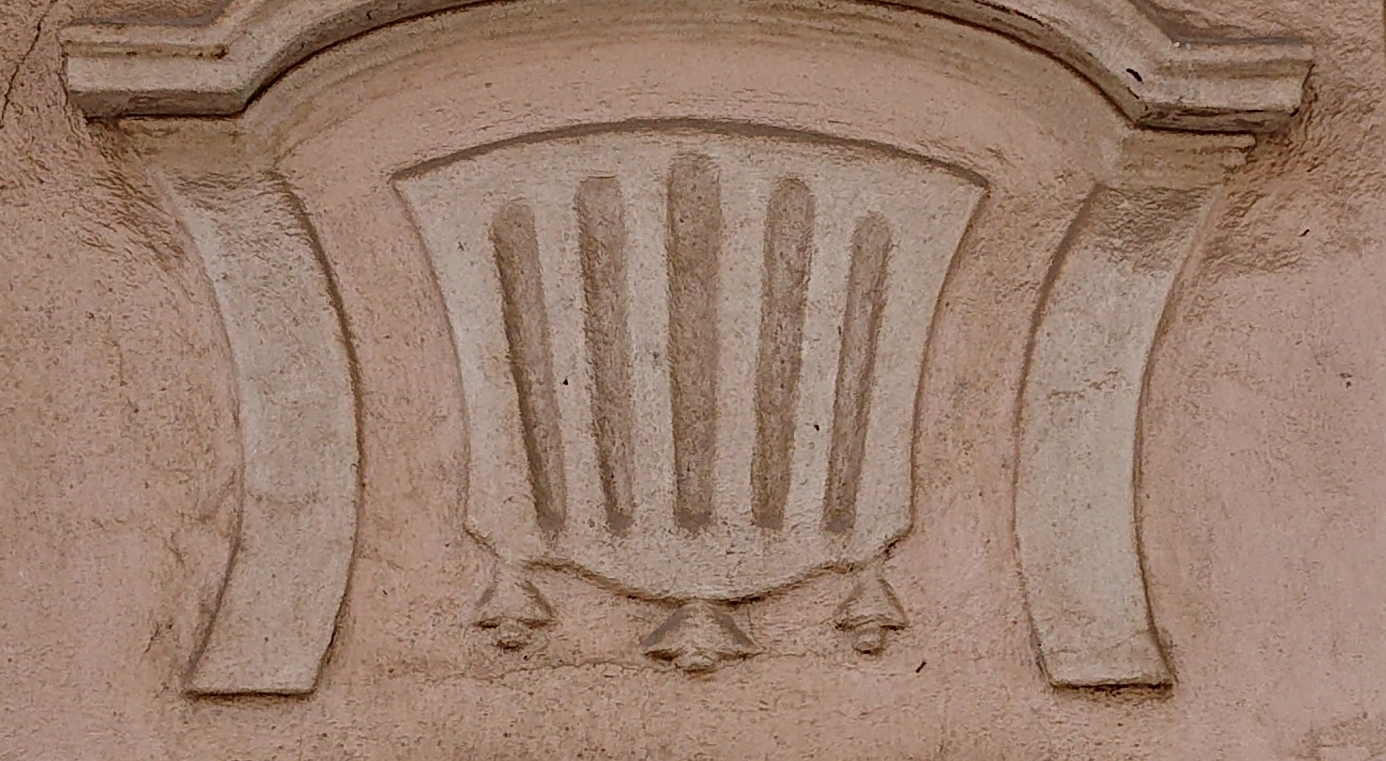
Épületdísz az északi oldalon
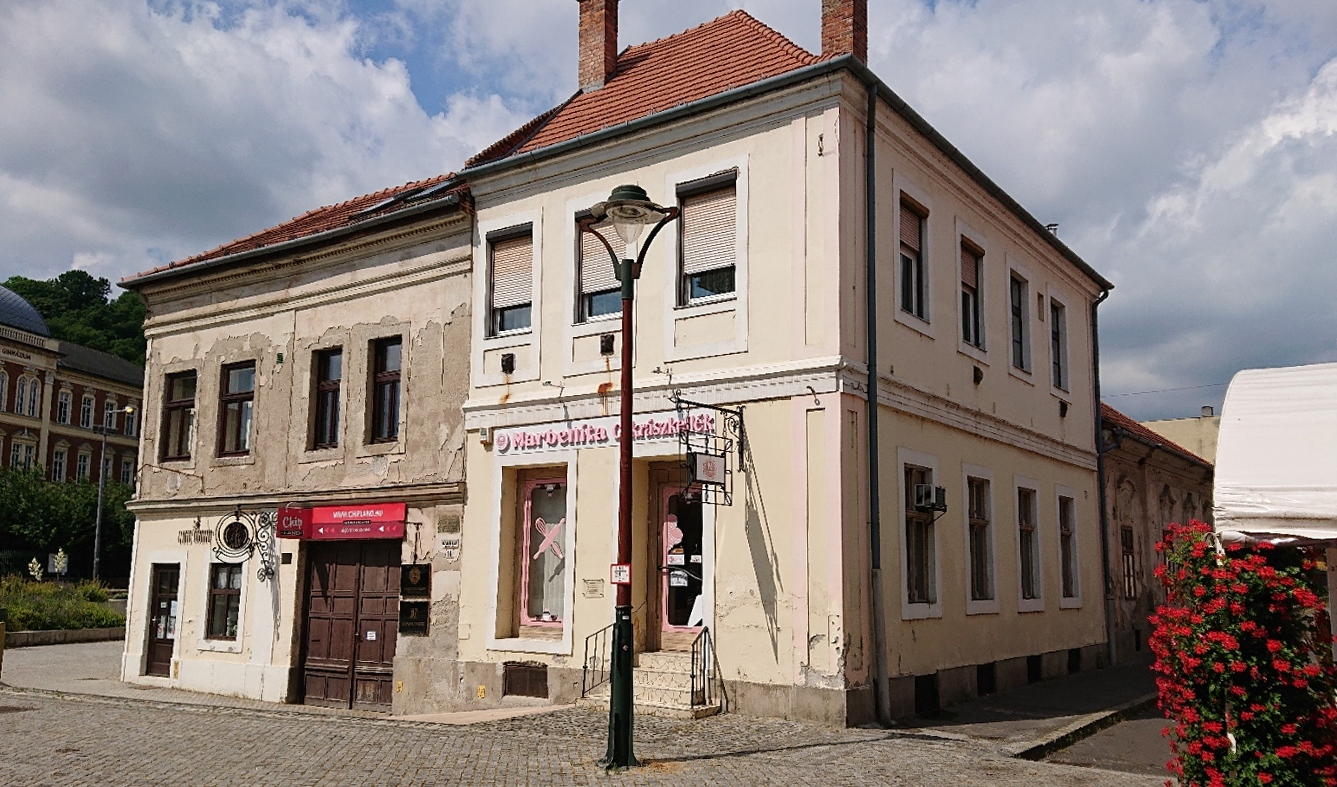
Az északkeleti sarok